# Отношения между Казахстан и Русия

## Начало
До декември 1991 г. Казахстан е съветска социалистическа република. След настъпилите промени в СССР (разпадането му), на 10.12.1991 г. Казахстан обявява независимостта си. Това става с решение на Върховния съвет на Казахстан, приел закон, обявяващ републиката за независима, демократична, правова държава. На 13.12.1991 г. с подписаната декларация в Ашхабад (столицата на Туркменистан), Казахстан, заедно с Туркменистан, Таджикистан, Киргистан и Узбекистан заявяват, че се присъединяват към общността на независимите държави (ОНД). Страните изискват условие, според което да се считат за страни-учредителки. То веднага е прието от страните-учредителки – Русия, Беларус и Украйна.
На 26.12.1991 г. България признава независимостта на Казахстан, а на 2 януари 1992 г. и Европейският съюз. На 30 януари 1992 г. държавата е приета за редовен член на ОССЕ, а на 02.03.1992 г. и в ООН. На 02.07.1992 г. казахстанският парламент ратифицира СТАРТ-1. На 7 март 1993 г. в Казахстан са проведени президентски избори, на които е преизбран Нурсултан Назарбаев. На 14.02.1994 г. Казахстан официално се присъединява към Договора за ядрено неразпространение, като безядрена страна в съответствие с Лисабонския протокол към СТАРТ – 1 от 1992 г.
На 29.03.1996 г. в Москва, президентите на Русия (Борис Елцин), Беларус (Александър Лукашенко), Казахстан (Нурсултан Назарбаев) и на Киргистан (Аскар Акаев) подписват „Договор за задълбочаване на интеграцията в икономическата и хуманитарната област“, който прави излишна митническата структура (по 9000-километрова вътрешна граница, 16 митници, 50 митнически поста, 64 шосейни и 28 жп митнически пунктове). Създаден е Международен съвет, съставен от министрите на външните работи на четирите държави, като по азбучен ред за негов председател е избран Александър Лукашенко, а на Интеграционния комитет, който е наднационално правителство, е избран първият вицепрезидент на Казахстан. Страните от договора запазват суверенитета, независимостта и териториалната си цялост.
След 20 години президентство на Нурсултан Назарбаев, новият президент на Казахстан Касим Жомарт Токаев е избран през 2019 г.
Дипломатическите отношения между Република Казахстан и Руската федерация са установени на 22 октомври 1992 година. На югоизточното постсъветско пространство жизненоважна геополитическа роля за Русия и ОНД играе Казахстан, от развитието на отношенията с нея, до голяма степен зависи сигурността на Русия. Изгодното геополитическо положение на републиката я прави своеобразен буфер между Русия, Средна Азия, Далечен изток и Китай
|                                         | Република Казахстан    | Русия (Руска федерация)                 |
| --------------------------------------- | ---------------------- | --------------------------------------- |
| Площ                                    | 2 724 900 km²          | 17 075 400 км ²                         |
| Население                               | 16 455 000             | 142 905 200                             |
| Гъстотата на населението                | 5,94 д./km²            | 8.3/km ²                                |
| Столица                                 | Астана                 | Москва                                  |
| Най-голям град                          | Шимкент (1 976 700)    | Москва (14 837 510)                     |
| Правителство                            | президентска република | Федерална полу-президентската република |
| Официални езици                         | Казахски, руски        | Руски                                   |
| БВП (номинален)                         | $ 210,341 млрд.        | $ 1,894 трилиона                        |
| БВП (номинален) на глава от населението | $ 13.484               | $ 13.542                                |

Заради местоположението си Казахстан няма как да не е обвързан с вътрешната сигурност на Русия (страната е разположена на традиционния маршрут от изток и юг, представляващ своеобразна защита от азиатските държави). Казахстан заема важна позиция в маршрута Русия – останалите държави от Централна Азия. Руско-казахстанската граница е с дължина 5 хиляди мили и е слабо охраняема, следователно евентуална нестабилност в Казахстан може да достигне и руските територии.
Казахстан разполага със солидни запаси на петрол и природен газ, той е балансьор спрямо Узбекистан, който не е склонен да се подчинява на Москва.

## История
Историята на Казахстан и Русия обхваща няколко века.
През 17-ти и 18-ти век, Руската империя започва да се разширява в Централна Азия, включително днешен Казахстан.
Руската империя поема контрола над Казахстан през 1800 г. 
Руското правителство насърчава заселването на етнически руснаци в Казахстан, което довежда до значителен приток на руски заселници.
Местното казахско население претърпява процес на русификация, като руският език и култура повлияват на различни аспекти на казахското общество. В страната настъпва негодувание. Казахите, виждат застрашен традиционния си начин на живот.
Всички въстания на казахите са потушени. Руското управление продължава. През 1916 г. избухва друг бунт (Централноазиатска революция), в който руснаците са избити. Това е причината царските войски да нахлуят и да обстрелват бунтовниците без милост, убивайки над сто хиляди казахи.
Когато Руската империя пада в ръцете на комунистите след революцията от 1917 г., казахите се възползват от възможността да създадат независима държава. Това продължава до 1920 г., годината в коята руснаците се върнали с червени звезди на шапките си. Казахстан става част от Съветския съюз. Следват нещастни години, през които Казахстан не е пощаден от катастрофалната съветска икономическа политика, измъчваща населението му през 1920-те и 30-те години. Около 1,5 милиона казахи умират от опустошителен глад, който някои учени наричат геноцид.
Казахстан изиграва решаваща роля в подкрепата на Съветския съюз по време на Втората световна война. Много индустрии и фабрики биват преместени в Казахстан, далеч от фронтовите линии. Съветските власти настояват за по-нататъшно развитие на селското стопанство в Казахстан, подкрепено от Динмухамит Гонаев, който оглавява казахстанската политика повече от 20 години в съветската епоха. Гонаев е прочут с мъдростта си и забележителните административни способности. Той насочва Казахстан към по-добри времена, наблюдавайки навлизането на нацията в увеличаване на богатството и подобряване на стандарта на живот.
Когато Съветският съюз се разпада, Казахстан е била последната съветска република, която обявява независимост, през декември 1991 г. Нурсултан Назарбаев бива избран за първи президент и ръководи нацията като диктатор до 2019 г.

## Политически план
През годините Казахстан и Русия не само запазват историческата общност и вековната комуникация, но и се научават да изграждат отношения наново на принципите на равнопоставеност и взаимноизгодно сътрудничество. Редовните срещи и разговори между главите на двете държави, играят водеща роля в укрепването на стратегическото партньорство между Казахстан и Русия.
Дори ако Русия е основният стратегически партньор на Казахстан, Казахстан извършва много труден балансиращ акт, опитвайки се да държи Русия настрана. Казахстан също така отправя предложения към Запада, по-специално за войната в Украйна, която предизвика раздор в дипломатическите им отношения.
Казахстан поддържа многовекторна външна политика. Но векторът на Русия е по-силен от китайския, европейския, американския или арабския вектор.

## Социален план
Руснаците представляват 25% от населението на Казахстан. Въпреки че по-голямата част от тях живеят в северната част, руският език е официален държавен език, а 20 – 30% от населението е православно.

## Културна връзка
Културните отношения между Казахстан и Русия са дълбоко вкоренени в тяхната обща история, датираща от времето, когато и двете страни са били част от Съветския съюз. Въпреки придобиването на независимост и различни аспекти на културата, езика и традициите продължават да свързват двете нации. Мултикултурни общества:
Както Казахстан, така и Русия са разнообразни и мултикултурни общества със смесица от етнически групи и езици. В Казахстан, казахите са мнозинство, но съществуват и значителен брой руски, украински и други етнически общности. Руският език е широко разпространен и разбираем в Казахстан, което отразява историческото влияние на руския език през съветската епоха. Той има официален статут наред с казахския, държавен език. Казахите използват кирилицата като своя писменост и азбука.
Руските медии, включително телевизия, филми и музика, имат значително присъствие в Казахстан. Руските културни продукти са популярни в Казахстан.
И двете страни споделят историческо и архитектурно наследство от времето, когато са били част от Съветския съюз. Паметници, сгради и инфраструктура от съветската епоха все още присъстват в двете страни, служейки като напомняне за тяхното преплетено минало.
Докато запазват своите различни културни идентичности, Казахстан и Русия продължават да надграждат своите исторически връзки, насърчавайки отношения, включващи споделен опит, традиции и взаимно оценяване на културния принос. Тези културни отношения играят решаваща роля за насърчаването на разбирателството и сътрудничеството между двете нации.

## Сигурност
Казахстан е член на организацията на Договора за колективна сигурност (ОДКС), доминиран от Русия. В Балкаш и Байконур са разположени радарна станция и космодрум (под руски контрол). Руско присъствие има и в казахстанската армия – повечето офицери са етнически руснаци, а голяма част от военните подразделения използват руска (или съветска) техника.

## Икономически план
Казахстан е член на Митническия съюз и Единното икономическо пространство. ЖП мрежата, магистралите, енергийните обекти, тръбопроводите (по-голямата част от икономическата инфраструктура) са свързани с Русия. Около 10% от казахите работят в Русия.

## Търговски отношения
Двете страни имат голяма икономическа връзка, като Русия представлява основен търговски партньор на Казахстан. Важно е да се отбележи, че както Русия, така и Казахстан са членове на Евразийския икономически съюз. Тази организация е основана в сферата на икономиката в региона.

### Инвестиции:
Въз основа на резултатите от 2021 г., 23,7 милиарда долара брутен приток на преки чуждестранни инвестиции (ПЧИ) в Казахстан.
Русия е на 4-то място по обем на преките инвестиции в Казахстан с 1,9 милиарда долара годишно.
Въз основа на резултатите от 2020 г., 30% от всички ПЧИ (преки чуждестранни инвестиции) от Русия към страните от ОНД (Общност на независимите държави) са инвестирани в Казахстан (Газпром, Росатом, Роснефт, банка VTB и собственост на други инвестират в Казахстан) .
През последните 15 години Русия е имала обем на преките инвестиции в Казахстан от приблизително 16 милиарда долара.
През последните 15 години приблизителният размер на казахстанските инвестиции в Русия е 4,5 милиарда долара
Така, по време на 17-ия форум за междурегионално сътрудничество на Република Казахстан и Руската федерация, президентът на Казахстан Касим-Жомарт Токаев заявява, че „Горивно-енергийният комплекс (ГЕК) получава най-голям обем взаимни инвестиции“.
- Инвестиции в горивно-енергийния комплекс:

Големи руски инвестиции се правят за Казахстан, особено в областта на горивата и енергетиката; производство и транспорт на петрол, производство и транспорт на газ, ядрени...
20% от БВП на Казахстан се дължи на износа на нефт и газ. Руските компании ЛУКОЙЛ и Роснефт участват в развитието на петролната индустрия в Казахстан. Лукойл участва в 11 проекта в Каспийско море и на суша.
KTK изнася казахстански въглеводороди на световните пазари. Руският петрол се транспортира до Китай през казахстанската тръбопроводна система
През следващите години Казахстан планира да построи първата си атомна електроцентрала с участието на Русия.
- Инвестиции в индустриални сектори:

Инвестициите също са налице, особено в областта на промишлеността като космическата промишленост, производството на минерални торове, в механиката, металургията и др.

## Успехи, препятствия, амбиции
През 2010 и 2012 г. Русия укрепва алианса си с Казахстан (Митнически съюз и Общо икономическо пространство). Въпреки „разрастналите“ се отношения в енергийната сфера (на Казахстан с Китай, както и с редица други държави), по-голямата част от износа на казахстанските енергоносители е свързана с Русия, а Москва все още влияе на казахстанската система за разпределяне на енергоносителите.

## Руски цели в Казахстан
Чрез Единното икономическо пространство и Евразийския съюз, Русия цели продължаване на интеграцията с централноазиатските държави. Друга руска цел е достигане до съдействие за благоприятното предаване на властта в страната.

## Позиция и стратегия на Казахстан
Заради дългата и отворена граница с Русия, Казахстан трудно поддържа баланс във външнополитическите отношения и е свързан с Москва политически от гледна точка на сигурността (Русия е сред учредителите на митническия съюз, ОДКС и ОНД).
В икономически план Казахстан съумява да диверсифицира партньорите си (благодарение на огромните си запаси от енергоносители и полезни изкопаеми). Държавата изнася петрол на запад (през Азербейджан) и на изток (Китай), макар че по-голямата част от казахстанския петрол и газ са свързани с Русия (чрез директен внос или чрез разпределителната система в Централна Азия). Това е голямо предимство, превръщащо страната в желан партньор на руските планове за интеграция. Китайското икономическо присъствие в Казахстан е проблем за тамошното руско влияние, както и нарастващата активност на ислямските екстремисти и съперничеството с Узбекистан.
Казахстан заема 10-то място сред основните търговски партньори на Русия (за 2021 г. обемът на двустранната търговия между двете страни е 25,62 милиарда долара при 19,07 милиарда през 2020 г.)
Русия е на 9-то място по внос от Казахстан и на 1-во по износ за Казахстан.
Казахстан е на 9-то място по износ за Русия и на 8-мо по внос от Русия.

### 2012 – 2013 г.
По време на преговорите в Астана, министрите на отбраната (на Казахстан и Русия) Адилбек Джаксибеков и Сергей Шойгу, подписват споразумение за създаване на единна регионална система за ПРО. На срещата са обсъдени и двустранното военно-техническо партньорство, някои аспекти на функционирането на изпитателните полигони на министерството на отбраната на Русия в Казахстан и сътрудничеството в сферата на военното образование (в руски военни висши учебни заведения се обучават повече от 600 военнослужещи от Казахстан).
През декември 2012 г. е приет план за съвместни действия на двете държави за 2013 – 2015 г.